# Fußball-Bezirksklasse Ostpreußen 1939/40
Die Fußball-Bezirksklasse Ostpreußen 1939/40 war die siebte Spielzeit der zweitklassigen Fußball-Bezirksklasse Ostpreußen im Sportgau Ostpreußen. Der Spielbetrieb war durch den Beginn des Zweiten Weltkrieges geprägt, erst am 26. November 1939 wurde der regelmäßige Spielbetrieb aufgenommen.
Nachdem durch den Gebietsgewinn in Westpreußen für die Vereine aus Danzig und Elbing der Sportgau Danzig-Westpreußen geschaffen wurde, wurde die diesjährige Bezirksklasse Ostpreußen in vier Staffeln ohne die Staffeln Danzig und Elbing ausgespielt. Die Sieger der einzelnen Staffeln qualifizierten sich direkt für die Gauliga Ostpreußen 1940/41, eine Aufstiegsrunde wurde in dieser Spielzeit nicht ausgetragen.

## Staffel Allenstein
| Pl. | Verein                   | Sp.           | Tore          | Quote         | Punkte        |
| --- | ------------------------ | ------------- | ------------- | ------------- | ------------- |
| 1.  | SV Preußen Mlawa         | 8             | 26:20         | 1,30          | 11:50         |
| 2.  | VfB Osterode             | 8             | 26:20         | 1,30          | 10:60         |
| 3.  | SV Viktoria Allenstein   | 8             | 21:21         | 1,00          | 10:60         |
| 4.  | SV Allenstein            | 8             | 24:24         | 1,00          | 07:90         |
| 5.  | Reichsbahn-SG Allenstein | 8             | 10:38         | 0,26          | 02:14         |
| 6.  | TuSV Bischofsburg        | zurückgezogen | zurückgezogen | zurückgezogen | zurückgezogen |
| 7.  | Reichsbahn-SG Osterode   | zurückgezogen | zurückgezogen | zurückgezogen | zurückgezogen |

## Staffel Insterburg-Gumbinnen
| Pl. | Verein                | Sp. | S | U | N | Tore    | Quote | Punkte |
| --- | --------------------- | --- | - | - | - | ------- | ----- | ------ |
| 1.  | SV Insterburg         | 4   | 4 | 0 | 0 | 010:500 | 2,00  | 08:0   |
| 2.  | FC Preußen Gumbinnen  | 4   | 1 | 0 | 3 | 011:120 | 0,92  | 02:60  |
| 3.  | SC Preußen Insterburg | 4   | 1 | 0 | 3 | 009:130 | 0,69  | 02:60  |

## Staffel Königsberg
| Pl. | Verein                              | Sp. | S | U | N  | Tore    | Quote | Punkte |
| --- | ----------------------------------- | --- | - | - | -- | ------- | ----- | ------ |
| 1.  | LSV Richthofen Neukuhren (N)        | 12  | 8 | 2 | 2  | 034:170 | 2,00  | 18:60  |
| 2.  | LSV Weimar Heiligenbeil (N)         | 12  | 8 | 1 | 3  | 042:200 | 2,10  | 17:70  |
| 3.  | LSV Fürstenfeld-Bruck Neuhausen (N) | 12  | 8 | 0 | 4  | 036:280 | 1,29  | 16:80  |
| 4.  | Königsberger STV                    | 12  | 5 | 1 | 6  | 044:320 | 1,38  | 11:13  |
| 5.  | MTV Ponarth                         | 12  | 4 | 2 | 6  | 032:440 | 0,73  | 10:14  |
| 6.  | SpVgg ASCO Königsberg               | 12  | 3 | 2 | 7  | 028:380 | 0,74  | 08:16  |
| 7.  | Concordia Königsberg                | 12  | 2 | 0 | 10 | 013:500 | 0,26  | 04:20  |
| 8.  | VfL Preußisch Eylau a               | 0   | 0 | 0 | 0  | 000:000 | 1,00  | 0:0    |
| 9.  | Post-SV Braunsberg a                | 0   | 0 | 0 | 0  | 000:000 | 1,00  | 0:0    |
| 10. | VfL Braunsberg a                    | 0   | 0 | 0 | 0  | 000:000 | 1,00  | 0:0    |
| 11. | SV Rasensport-Preußen Königsberg a  | 0   | 0 | 0 | 0  | 000:000 | 1,00  | 0:0    |

| (N) | Aufsteiger aus den Kreisklassen / Neuling |

## Staffel Tilsit-Memel

### Staffel Memel
| Pl. | Verein              | Sp. | S | U | N | Tore    | Quote | Punkte |
| --- | ------------------- | --- | - | - | - | ------- | ----- | ------ |
| 1.  | Freya-VfR Memel     | 3   | 3 | 0 | 0 | 014:300 | 4,67  | 06:0   |
| 2.  | SC Memel            | 2   | 1 | 1 | 0 | 008:500 | 1,60  | 03:10  |
| 3.  | SpVgg Memel         | 3   | 1 | 0 | 2 | 008:120 | 0,67  | 02:40  |
| 4.  | SV Memel            | 3   | 0 | 1 | 2 | 004:110 | 0,36  | 01:50  |
| 5.  | Reichsbahn-SG Memel | 1   | 0 | 0 | 1 | 002:500 | 0,40  | 0:20   |

### Staffel Tilsit
| Pl. | Verein               | Sp. | S | U | N | Tore    | Quote | Punkte |
| --- | -------------------- | --- | - | - | - | ------- | ----- | ------ |
| 1.  | VfB Tilsit           | 10  | 8 | 0 | 2 | 061:170 | 3,59  | 16:40  |
| 2.  | Polizei-SV Tilsit    | 10  | 8 | 0 | 2 | 042:190 | 2,21  | 16:40  |
| 3.  | Polizei-SV Tilsit II | 10  | 5 | 0 | 5 | 026:210 | 1,24  | 10:10  |
| 4.  | Tilsiter SC          | 10  | 4 | 0 | 6 | 022:280 | 0,79  | 08:12  |
| 5.  | TuSV Ragnit 1880     | 10  | 4 | 0 | 6 | 025:370 | 0,68  | 08:12  |
| 6.  | VfL Preußen Tilsit   | 10  | 1 | 0 | 9 | 002:560 | 0,04  | 02:18  |
| 7.  | SV Pogegen b         | 0   | 0 | 0 | 0 | 000:000 | 1,00  | 0:0    |

### Finale Tilsit-Memel
| Datum                               |                                        | Gesamt |                                    | Hinspiel | Rückspiel |
| ----------------------------------- | -------------------------------------- | ------ | ---------------------------------- | -------- | --------- |
| 25. August 1940 / 1. September 1940 | Freya-VfR Memel (Sieger Staffel Memel) | 6:3    | VfB Tilsit (Sieger Staffel Tilsit) | 5:1      | 1:2       |